# Antoine Fortuné de Brack
Pour les articles homonymes, voir Brack.
Antoine Fortuné de Brack, né le 8 avril 1789 à Paris et mort à Évreux le 21 janvier 1850, est un général et théoricien militaire français.

## Biographie
Fils d’un censeur royal, directeur général des fermes, il est admis le 30 décembre 1805 à l’école militaire de Fontainebleau avant qu’elle ne soit transférée à Saint-Cyr (promotion 1806). À sa sortie de l’école, le 5 mars 1807, il est affecté au 7e de hussards cantonné en Silésie, sous les ordres de Colbert-Chabanais, puis de Montbrun.
Il fait les campagnes de Prusse, de Pologne, d’Allemagne, de Russie, comme officier de hussards et comme aide de camp du général Colbert. Il obtient la Légion d'honneur pour sa conduite sur-le-champ de bataille de Wagram (autour de l’île de Lobau sur le Danube les 5 et 6 juillet 1809, victoire de la Grande Armée de Napoléon Ier sur l’armée autrichienne de l’archiduc Charles).
En 1812, Napoléon Ier l’affecte au 2e régiment de lanciers de la Garde (les Lanciers rouges) ; il y sert jusqu'à la bataille de Waterloo.
Laissé en non-activité pendant la Restauration, il accepte quelques années plus tard le poste d’aide de camp de l’empereur du Brésil, dom Pedro. Plus tard, il est rappelé en 1830 dans les chasseurs, avec le grade de lieutenant-colonel, d’abord au 3e puis au 8e chasseurs, puis nommé en 1832 colonel du 4e régiment de hussards.
Après avoir composé son traité Avant-postes de cavalerie légère — maintes fois réédité depuis 1831 et resté une référence pour les officiers de cette arme jusqu’à la Seconde Guerre mondiale — il traduit de l'allemand La Tactique des trois armes (Taktik der drei Waffen: Infanterie, Kavallerie und Artillerie) de Karl von Decker (de). En 1838, il entreprend la traduction libre et l'examen critique de l'ouvrage du comte de Bismark, intitulé Sedlitz, ou la cavalerie prussienne sous Frédéric le Grand, mais sans achever cet ouvrage qui sera continué par le colonel d'artillerie Tortel.
Promu au grade de maréchal de camp, le 24 août 1838, il commande l’école de cavalerie de Saumur jusqu'en 1840, et le département de l'Eure jusqu’à la révolution de février 1848, le gouvernement provisoire le plaçant à la retraite. Il meurt de maladie le 21 janvier 1850. Il est inhumé à Fontainebleau.
Il était commandeur de la Légion d'honneur.

## Sources
- « Antoine Fortuné de Brack », dans Charles Mullié, Biographie des célébrités militaires des armées de terre et de mer de 1789 à 1850, 1852 [détail de l’édition]
- Dossier de Légion d'honneur du général de Brack
- Lire sa biographie détaillée dans le magazine Le carabinier n°14 d'octobre 2008, revue de l’École d’application de l’Armée blindée-cavalerie (EAABC) de Saumur
- "Notes biographiques" en introduction des "avant-postes de cavalerie légère", publication de la Bibliothèque de l’École d’application de l’Armée blindée-cavalerie (EAABC) de Saumur (sans date - épuisé au début des années 1980) - réédité par Carrefour du Net, 2011
- Michel Roucaud, « Étude des Avant-postes de cavalerie légère par le général de Brack », Revue historique des armées, 249 | 2007, [En ligne], mis en ligne le 1er août 2008. URL : http://rha.revues.org//index613.html. Consulté le 21 mars 2009.